# Lövön, Västerbotten

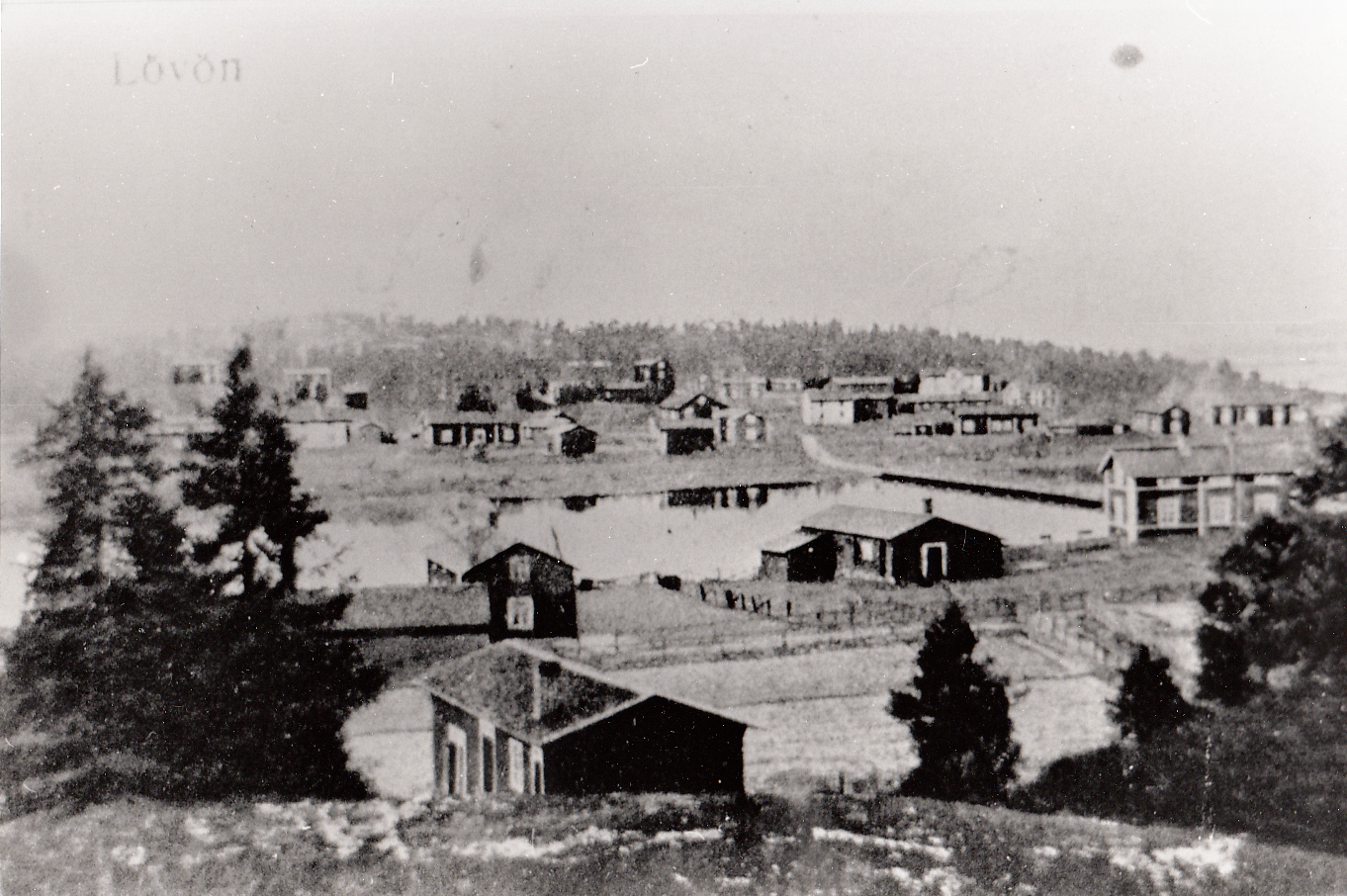
Vy över Lövösundet mot Östra Lövövallen cirka 1900.

Lövön är en del av tätorten Holmsund i Umeå kommun. Ursprungligen var Lövön en ö, men på grund av landhöjningen har den nu förbindelse med fastlandet på flera ställen. 
Ofta används namnet Lövölandet för hela området från Lövösundet och Kasaviken ut till Lövöudden vid havet.

## Förhistoria
På Lövölandet finns flera fornlämningar. Den äldsta kända lämningen är ett röse på Djupsundsberget som troligen byggdes omkring 200 e.Kr. Utspridda över Lövölandet finns också ett antal tomtningar som anses ha tillkommit något senare. Man tror att tomtningarna användes som tillfälliga övernattningsställen vid fiske och säljakt under yngre järnålder och medeltid (400–1500 e.Kr.). Öster om golfbanan finns också några gamla båtlänningar som kan vara från medeltiden.

## Fäbodställe

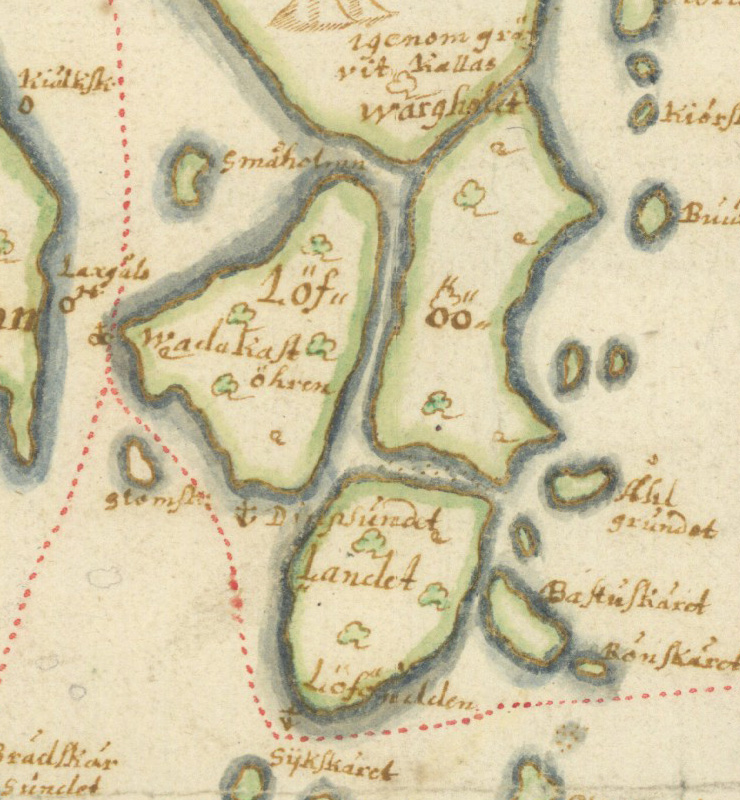
Området där Holmsund ligger avbildas så här på Johan Persson Geddas karta över Umeå socken 1661. De tre stora öarna, som med ett gemensamt namn kallas för Lövölandet, är idag en enda landmassa. Djupsundet ledde på den tiden in till Västerlångslädan, som nu står i förbindelse med havet genom den 200 meter långa Djupsundsbäcken, och vidare till Lövösundet och Lövöviken. Tätorten Holmsund ligger på den västligaste av de tre öarna, mitt emot Småholmen.

Första gången Lövön nämns i historiska källor är 1443, då en man kallad Olof i Lövö var tolvman vid tinget. Inget är dock känt om vilken bebyggelse som fanns på Lövön vid den tiden.
Åtminstone från och med 1500-talet var Lövön fäbodställe och fiskeplats för bönderna i Röbäck och Teg på andra sidan älven. År 1622 sades att åtta bönder från Röbäck och fyra från Teg hade sin boskap där om sommaren. De flyttade ut med pigor och drängar för att ägna sig åt fiske medan boskapen gick på skogsbete. Både strömmings- och laxfiske var av stor betydelse. Den äldsta bebyggelsen på Lövön låg förmodligen vid Östra Lövövallen (sydöst om Lövösundet) och strax söder om Västra Lövövallen (på näset där Holmsundsvägen och järnvägen nu går). Enligt Pehr Stenberg, som noggrant beskrev Umeåområdet vid 1800-talets början, hade Tegsborna sina fäbodar på Västra Lövövallen medan Röbäcksborna höll till på Östra Lövövallen.
Det är oklart när permanent bebyggelse uppkom på Lövön. Enligt en del uppgifter var den förste nybyggaren Zackris Andersson från Burträsk (f. 1771) som anställts som skogvaktare av bönderna i Röbäck. Pehr Stenberg säger också att det sommartid bodde mycket folk på Lövövallen, men att där vintertid bara fanns skogvaktarens hushåll. Skogvaktare fanns på Lövön fram till 1860, vilket är mycket ovanligt i Västerbotten. Det tyder på att någon självständig, fast bebyggelse inte etablerades. Lövön utvecklades heller aldrig till en by i egentlig bemärkelse. Byastämmorna hölls i Röbäck med "Lövö delägare".
Lövöborna hade enligt Stenberg en hel del slåttermarker på Lövön och dessutom en laxgård med pålar och nät vid Vedkastudden, en udde som låg på västra sidan om inloppet till Patholmsviken men som försvunnit i och med de utfyllningar som gjorts vid Umeå hamn.

## Industrisamhälle
Området genomgick under 1800-talet en omfattande industrialisering. Det började med att farleden i Umeälven till Umeå stad i början av 1800-talet blev så grund att större fartyg inte längre kunde använda den. När Umeå 1837 fick reguljära ångbåtsförbindelser med Stockholm kunde endast en del av båtarna gå upp till staden, och bara vid högt vattenstånd. Annars fick fartygen ankra vid Småholmssundet på mark som disponerades av Lövö byamän, alltså i nuvarande Holmsund. Hamnområdet utvecklades ytterligare när ägarna till Baggböle sågverk i slutet av 1840-talet anlade en lastageplats här. Den följdes av två stora industrietableringar, Sandviks sågverk 1860 och Holmsunds sågverk 1885. Vid laga skiftet 1872 delades Lövön upp mellan olika intressenter. De områden som nyttjades av Sandviks respektive Holmsunds sågverk styckades av, medan hamnområdet däremellan, Djupvik, blev en samfällighet. På Västra och Östra Lövövallarna fanns fortfarande fäbodbebyggelse och dessa områden blev ytterligare två samfälligheter. Som minnen från denna tid står fortfarande några ombyggda Västerbottensgårdar från 1800-talets senare hälft kvar längs Holmsundsvägen.
De delar av Lövön som låg utanför bolagens domäner utvecklades till bostadsområden med egnahem för områdets sågverksarbetare. Lövö skola byggdes 1901 söder om Sandviks skola. I början av 1900-talet hade Lövön omkring 1 900 invånare.

## Administrativ historik
Ursprungligen hörde Lövöområdet till Umeå landsförsamling. Sedan Holmsunds kyrka byggts av James Dickson & Co, ägare till Holmsunds sågverk, utbröts Holmsunds kapellförsamling 1863. När Holmsunds landskommun bildades 1918 omfattade den alla samhällena på Lövön samt Obbola på andra sidan fjärden.
De båda sågverksbolagen fungerade som samhällsplanerare inom sina respektive domäner. Mellan dem, i anslutning till Djupviks hamn, uppkom ett tätbebyggt område utanför bolagens kontroll. Där bildades 1900 Djupviks municipalsamhälle. År 1932 utvidgades detta till att omfatta ytterligare tätbebyggda delar av Lövön och fick det nya namnet Holmsunds municipalsamhälle.
Sedan 1974 ingår området i Umeå kommun.